# Едуард Еър
Едуард Джон Еър (на английски: Edward John Eyre) английски изследовател на Австралия, топограф.

## Ранни години (1815 – 1838)
Роден е на 5 август 1815 година в селцето Уипснейд, графство Бедфордшър, Източна Англия, но скоро след неговото раждане родителите му се местят в Хорнси, графство Йоркшър, където е кръстен. През 1833, едва 18-годишен, поради здравословни проблеми се мести в Австралия и се заема, както множество преселници по това време, с отглежда на овце и прекарване на стадата от Сидни до Мелбърн. През 1838 г., Еър се премества в Южна Австралия и на 250 км северно от Аделаида основава голяма овцевъдна ферма, която по-късно става опорна база за първите му пътешествия във вътрешността на континента.

## Експедиционна дейност (1839 – 1841)

### Първа експедиция в Южна Австралия (1839)
Към 1840 г. в Южна Австралия отсядат повече от 10 хил. колонисти. Още неизследваните земи стават обект на неудържима спекулация. Богатите преселници изкупуват над 100 хил. ха земи, а бедните остават без имоти и това неравенство предизвиква неудържим бум в търсенето на нови земи, в който дейно участие взема и Едуард Еър. В търсене на нови пасища в периода 1839 – 1841, Еър изследва обширни територии северно от Аделаида.
През май 1839 открива река Броутън, вливаща се в залива Спенсър (Южна Австралия), на север от нея невисокия хребет Флиндърс (1189 м) и от един от върховете му вижда далеч на запад езерото Торънс (5700 км2). През юли изследва крайбрежието на п-ов Еър до залива Стрики Бей (32°36′ ю. ш. 134°08′ и. д. / 32.6° ю. ш. 134.133333° и. д.) и в северната част на полуострова открива хребета Голер.

### Втора експедиция (1840)
През 1840 г., овцевъдите от Южна Австралия събират значителна сума пари и предлагат на Еър да организира и възглави експедиция за търсене на нови пасища. Еър веднага ги предупреждава, че на север и запад от Аделаида е безполезно да се търсят подобни земи. През юни 1840 той напуска Аделаида и се насочва на север, покрай хребета Флиндърс, но пътят му е преграден от солени езера и блата и е принуден да се върне. След като анализира резултатите от тази си експедиция предполага, че в центъра на Австралия би трябвало да се намира голям воден басейн, който е открит през 1858 от Уилям Бебидж и наречен на негово име – езеро Еър.

### Пресичане на Южна Австралия от изток на запад (1841)
След завръщането си от поредната експедиция Еър решава да се отправи на запад по крайбрежието на Големия австралийски залив към западните брегове на Австралия, в търсене на нови пасища. От 25 февруари до 14 юли 1841, заедно със стария си приятел Джеймс Бакстър и трима аборигени, пресича пеша Южна Австралия от залива Фаулърс Бей (31°59′ ю. ш. 132°28′ и. д. / 31.983333° ю. ш. 132.466667° и. д.) до залива Кинг Джордж (35°01′ ю. ш. 118°06′ и. д. / 35.016667° ю. ш. 118.1° и. д.), като изминава над 3500 км и по пътя открива равнината Наларбор (в превод от латински: нито едно дърво). Пътуването е много трудно. В края на март свършва питейната вода и пътешествениците утоляват жажда си със сутрешната роса, която аборигените събират по хитроумен начин. В края на април се случват трагични събития. Двама от аборигените убиват Бакстър и избягват, като вземат със себе си всичките провизии. По това време всички овце, които пътешествениците карат със себе си, за да имат прясно месо, са изклани и Еър и останалият му верен абориген Вайли продължават на запад изнемогвайки от жажда и глад. Така карат до май, когато откриват първия водоем от началото на тръгването си от Фаулърс Бей. На 2 юни двамата изнемощели пътешественици виждат в морето кораб. От кораба забелязват сигналите давани от сушата и скоро двамата са прибрани на борда на френския китоловен кораб „Мисисипи“. Капитанът на кораба е съгласен да ги закара, в което си искат австралийско пристанище, но Еър категорично отказва като решава, каквото и става да се добере пеша до залива Кинг Джордж. На 14 юни двамата пътешественици, след като са снабдени с вода и провизии продължават своя поход и точно след един месец достигат до Олбъни, на брега на залива Кинг Джордж.
Търсачите на пасища са жестоко разочаровани от откритията направени от Еър, затова географите справедливо оценяват похода му като едно от най-големите достижения в историята на австралийските открития. Книгата му „Journals of expedition“, в която описва своето последно пътешествие многократно се преиздава в Англия и Австралия.

## Следващи години (1841 – 1901)
През 1845 г. Еър напуска Австралия и от 1846 до 1853 е вицегубернатор на Нова Зеландия, като през 1849 взема участие в експедицията на Дж. Хамилтън в Нова Зеландия.
От 1854 до 1860 е вицегубернатор на остров Сент Винсънт в Карибско море, а от 1862 до 1865 – губернатор на Ямайка. През ноември 1865 на острова избухва въстание, потушено от английските колонизатори с голяма жестокост. Забранени са местните органи на властта и конституцията и Ямайка се превръща в британска колония, лишена от самоуправление. Еър е обвинен в прилагане на сурови репресии и отзован в Англия, където е съден за убийства на въстаници, но през 1874 г. е оправдан и му е отпусната обичайната пенсия на колониален чиновник от висш ранг.
Еър доживява до дълбока старост – 86 години и почива на 30 ноември 1901 година в Тависток, Йоркшър.

## Памет
Неговото име носят:
- езеро Еър (28°22′ ю. ш. 137°22′ и. д. / 28.366667° ю. ш. 137.366667° и. д.) в щата Южна Австралия, Австралия;
- планина Еър в Южния остров на Нова Зеландия;
- полуостров Еър (34°20′ ю. ш. 135°45′ и. д. / 34.333333° ю. ш. 135.75° и. д.) в щата Южна Австралия, Австралия;
- река Еър (34°35′ ю. ш. 118°43′ и. д. / 34.583333° ю. ш. 118.716667° и. д.) в щата Западна Австралия, Австралия;
- река Еър, ляв приток на река Уимакари, на Южния остров на Нова Зеландия;
- шосе Еър, свързващо градовете Пърт и Аделейд във в Австралия.

## Съчинения
- Journals of expedition, v. I-II, Adelaide, 1964.